# Duby (Irschawa)
Duby (ukrainisch Дуби; russisch Дубы, slowakisch Dubov oder älter Duby, ungarisch Dubi, deutsch Eichenwald) ist ein Ort in der Oblast Transkarpatien in der westlichen Ukraine.
Der Ort entstand im 17. Jahrhundert, wurde von deutschen Kolonisten in den Jahren von 1858 bis 1861 neu besiedelt und zählte im Jahre 1870 in 13 Häusern 85 Bewohner. Die ersten Deutschen waren hierher aus dem Komitat Hont angesiedelt worden. Später wanderten deutsche Kolonisten aus Böhmen hinzu, diese wurden nach dem Zweiten Weltkrieg aber vertrieben oder assimilierten sich mit der russinischen Bevölkerung. Heute hat das abgelegene Dorf etwa 200 Einwohner auf einer Fläche von 0,709 km².
Bis 1919 gehörte der Ort zum Kaiserreich Österreich-Ungarn beziehungsweise Ungarn, danach als Teil der Karpato-Ukraine zur Tschechoslowakei. Mit der Annektierung kam er 1939–1945 wieder zu Ungarn, ab 1945 ist der Ort ein Teil der Sowjetunion beziehungsweise seit 1991 Teil der Ukraine. Verwaltungstechnisch bildete er zusammen mit dem Nachbardorf Sahattja eine Landratsgemeinde im Rajon Irschawa, am 12. Juni 2020 wurde das Dorf ein Teil der neu gegründeten Stadtgemeinde Irschawa im Rajon Chust.